# Abschiebung (Geologie)
| Bewegungsrichtung | Einfallswinkel < 45° | Einfallswinkel > 45° |
| ----------------- | -------------------- | -------------------- |
| aufwärts          | Überschiebung        | Aufschiebung         |
| abwärts           | Unterschiebung       | Abschiebung          |

Schema einer Abschiebung

Bei einer Abschiebung (engl.: normal fault) handelt es sich um eine Verwerfung, bei der die Schichten im Hangenden nach unten verschoben werden. Dies geschieht meistens mit einem Einfallswinkel von 30 bis 60° gegenüber dem Lot, es sind jedoch auch flachere Abschiebungen bekannt (Detachment).
Abschiebungen sind typisch für Dehnungsgebiete, wo sich an der Oberfläche meistens Grabenstrukturen bilden. Bei einer Abschiebung kommt es durch die Deformation zu einem Schichtausfall in der Schichtabfolge.
Durch Abschiebung kann im Gelände eine Pultscholle entstehen.

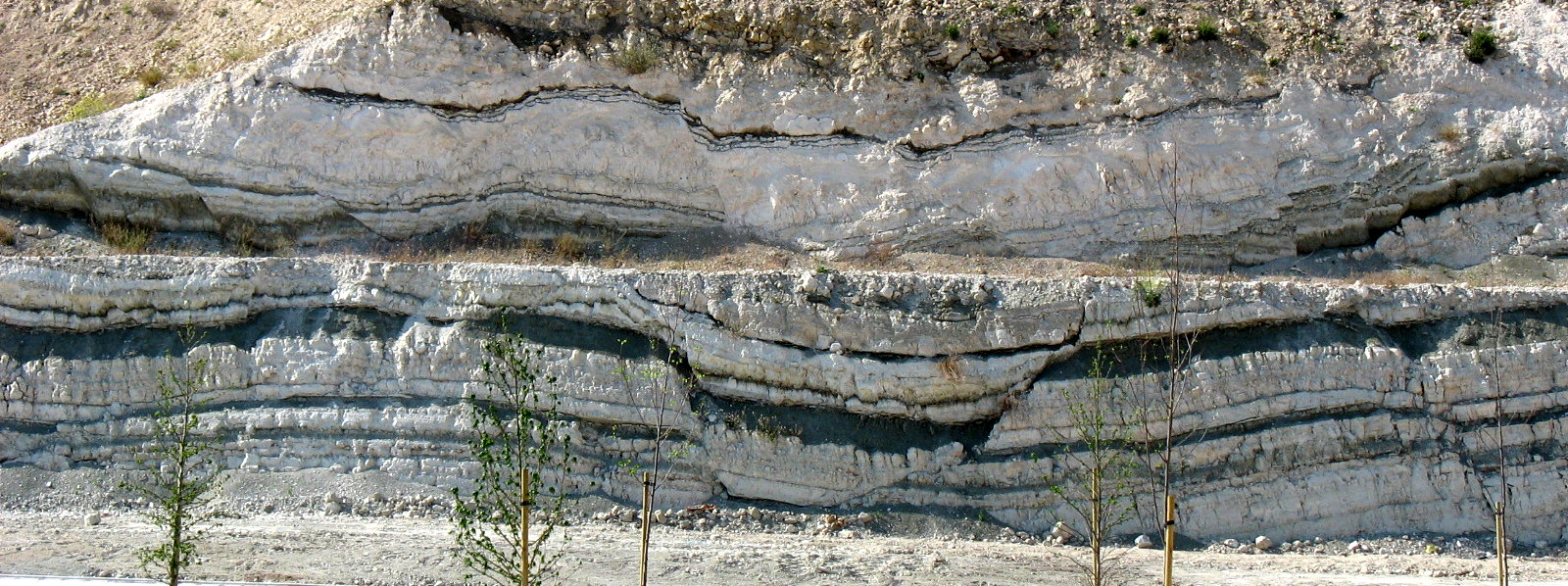
An dieser Abschiebung in Argenda del Rey in Spanien ist gut zu erkennen, dass der Hangendblock nach unten versenkt wurde.